# Martensopoda transversa
Martensopoda transversa är en spindelart som beskrevs av Jäger 2006. Martensopoda transversa ingår i släktet Martensopoda och familjen jättekrabbspindlar. Inga underarter finns listade i Catalogue of Life.